# 富庄村
富庄村（とみのしょうむら）は、京都府船井郡にあった村。現在の南丹市八木町の北東部の一角にあたる。

## 地理
- 山岳：多国山、筏森山
- 河川：桂川

## 歴史
- 1889年（明治22年）4月1日 - 町村制の施行により、北広瀬村・日置村・氷所村・刑部村の区域をもって発足。
- 1894年（明治27年）10月10日 - 本荘村と合併して富本村が発足。同日富庄村廃止。